# Ган Лев
Ган Лев (1878 — 28 грудня 1919, Львів) — український військовий та політичний діяч, артилерист.
Полковник. Член Української Центральної Ради.

## Біографія
Народився 1878 року. У 1917 близький соратник Миколи Міхновського, співзасновник Українського Військового Клубу імені гетьмана Павла Полуботка та Українського військового організаційного комітету в Києві, член Української Центральної Ради.
М. Грушевський писав про нього: «Він був земський служащий, служив останніми часами, здається, по земській страховці (асекурації) десь на Поділлі, був мобілізований в артилерію, був кілька разів ранений і контужений і відпущений з армії на відпустку за повною нездібністю, в дальшім часі числивсь при київській залозі як відпущений на лікування. Чоловік маленького зросту, утлого здоров'я, років за 40, ледве живий, він сильно страждав болями голови від своєї контузії, але весь був перейнятий запалом революції і розкріпощення».
28 грудня 1919 — помер в епідемічному шпиталі на Клепарові від епідемічного висипного тифу. Похований на Янівському цвинтарі у Львові.
Його брат Антоній Ган був організатором бойового куреня українських соціал-революціонерів.